# John Cena
John Felix Anthony Cena Jr. (ur. 23 kwietnia 1977 w West Newbury w Massachusetts) – amerykański wrestler, raper, aktor i prowadzący reality show. Obecnie występuje w amerykańskiej federacji wrestlingu WWE, gdzie wedle scenariusza jest wolnym agentem i występuje w brandach Raw i SmackDown.
Rozpoczął karierę wrestlera w 1999 w federacji Ultimate Pro Wrestling (UPW); podczas pobytu w UPW zdobył UPW Heavyweight Championship. W 2001 podpisał kontrakt z World Wrestling Federation (późniejsze World Wrestling Entertainment, WWE). W federacji zadebiutował w 2002. Cena jest szesnastokrotnym mistrzem świata (14 razy jako WWE Champion/WWE World Heavyweight Champion i 3 razy jako World Heavyweight Champion), pięciokrotnym zdobywcą WWE United States Championship i czterokrotnym posiadaczem tytułów drużynowych (2 razy World Tag Team i 2 razy WWE Tag Team Championship). Ponadto jest zdobywcą walizki WWE Money in the Bank z 2012 roku i dwukrotnym zwycięzcą Royal Rumble matchu. Pięciokrotnie wystąpił w walce wieczoru WrestleManii (22, 23, XXVII, XXVIII, 29).
W 2005 wydał album raperski, zatytułowany You Can’t See Me, który zadebiutował na 15. miejscu listy magazynu Billboard. Wystąpił w sześciu filmach pełnometrażowych, jak również w wielu programach telewizyjnych. Ponadto otrzymał własny serial na HBO Max. Współpracuje z kilkoma organizacjami dobroczynnymi, szczególnie z fundacją Make-A-Wish.

## Wczesne życie
Urodził się 23 kwietnia 1977 w West Newbury w stanie Massachusetts; jest synem Carol i Johna Ceny, Seniora. Ma czterech braci: Dana, Matta, Steve’a i Seana. Jest wnukiem bejsbolisty Tony’ego Lupiena. Cena uczęszczał do Central Catholic High School w Lawrence w Massachusetts, przeniósł się jednak do Cushing Academy. Jest absolwentem Springfield College’u; grał w drużynie futbolu amerykańskiego uczelni. Po ukończeniu studiów zajmował się kulturystyką oraz pracował jako kierowca limuzyny.

## Kariera wrestlera

### Ultimate Pro Wrestling (1999–2001)
Pierwsze kroki w ringu stawiał w 1999 w „Ultimate University” – szkółce wrestlingu federacji Ultimate Pro Wrestling (UPW). Przyjął pseudonim ringowy „The Prototype”. W kwietniu 2000 zdobył UPW Heavyweight Championship. Tytuł utracił po 27 dniach panowania. Ostatnią walkę dla UPW Cena stoczył w marcu 2001.

### World Wrestling Federation/Entertainment

#### Ohio Valley Wrestling (2000–2002)
10 października 2000 nieoficjalnie zadebiutował w World Wrestling Federation (WWF) na tapingu tygodniówki Heat, w przegranym dark matchu przeciwko Mikeyowi Hendersonowi. Zawalczył też na tapingach Heat 9 stycznia i 13 marca 2001.
W 2001 podpisał kontrakt rozwojowy z WWF i został przypisany do ówczesnej rozwojówki federacji – Ohio Valley Wrestling (OVW). Walczył jako The Prototype, zdobył OVW Heavyweight Championship, a w drużynie z Rikiem Constantinem sięgnął po OVW Tag Team Championship. Podczas pobytu w OVW otrzymał kilka szans walki na house showach i tapingach programów telewizyjnych WWF. Zawalczył m.in. z Sheltonem Benjaminem i Tommym Dreamerem.

#### Droga do chwały (2002–2004)

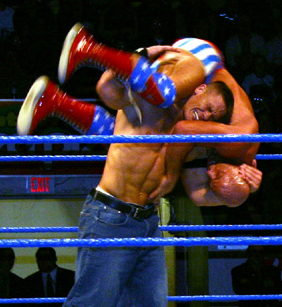
Cena wykonujący FU na Kurcie Angle w 2005

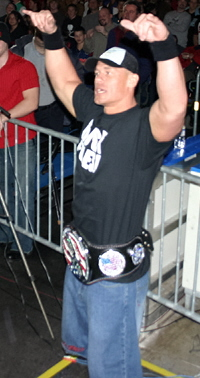
Cena jako United States Champion

Oficjalny debiut Ceny w World Wrestling Entertainment (WWE; wcześniej WWF – nazwa została zmieniona po procesie sądowym z World Wildlife Fund) nastąpił 27 czerwca 2002. Odpowiedział na wyzwanie Kurta Angle’a i przegrał starcie. Dobrej walki pogratulowali mu Rikishi, Farooq, Billy Kidman oraz The Undertaker. Po debiucie rozpoczął rywalizację z Chrisem Jericho. Pokonał rywala na gali Vengeance. We wrześniu rozpoczął feud z Eddiem i Chavo Guerrero. Występował głównie na tygodniówce SmackDown.
W październiku połączył siły z Billym Kidmanem; drużyna wzięła udział w turnieju o nowo utworzone WWE Tag Team Championship. Odpadli już w pierwszej rundzie. Na następnym SmackDown!, Cena obwinił Kidmana o przegraną i pokonał go w walce singlowej, lecz przegrał starcie rewanżowe tydzień później. Na następnym specjalnym SmackDown! z okazji Halloween, Cena przebrał się za rapera Vanilla Ice i wykonał freestyle. Wkrótce przybrał wizerunek rapera na stałe.
W pierwszej połowie 2003 rywalizował z Chrisem Benoit, a następnie z posiadaczem WWE Championship – Brockiem Lesnarem. Cena wygrał turniej o miano pretendenckie do WWE Championship, został jednak pokonany przez Lesnara w walce o mistrzostwo na Backlash. Na gali Vengeance został pokonany przez The Undertakera. W listopadzie dołączył do drużyny Kurta Angle’a na Survivor Series.
We wczesnym 2004 wziął udział w Royal Rumble matchu na gali Royal Rumble; został wyeliminowany z walki przez Big Showa. Zdarzenie to doprowadziło do rozpoczęcia rywalizacji Ceny z Big Showem. Na WrestleManii XX, Cena pokonał rywala w walce o WWE United States Championship. Jego panowanie skończyło się cztery miesiące później, gdy został pozbawiony pasa po walce z Kurtem Angle’em. Cena odzyskał pas po serii pięciu walk z Bookerem T, która zakończyła się na gali No Mercy. Pas utracił tydzień później, na rzecz debiutującego Carlito. Rozpoczęło to rywalizację Ceny z debiutantem. Feud zakończył się rzekomym dźgnięciem w nerkę Ceny przez ochroniarza Carlito – Jesúsa. W rzeczywistości Cena potrzebował przerwy od akcji w ringu, by móc zagrać w The Marine. Cena odzyskał United States Championship w listopadzie, tuż po powrocie do ringu.

#### WWE Champion (2005–2007)
W styczniu 2005 wziął udział w Royal Rumble matchu. Ostatnimi dwoma przetrwałymi w walce zawodnikami byli on i Batista. Obydwaj zostali wyeliminowani w tym samym momencie; walkę zrestartowano, a jej zwycięzcą okazał się Batista. W następnym miesiącu Cena pokonał Kurta Angle’a, by zaskarbić sobie prawo do walki z WWE Championem – Johnem „Bradshawem” Layfieldem (JBL). Rozpoczął więc rywalizację z JBL-em i jego stajnią Cabinet. Cena utracił United States Championship na rzecz członka Cabinetu, Orlando Jordana, jednak na WrestleManii 21 pokonał Layfielda w walce o WWE Championship. Po WrestleManii Cena wprowadził pas ze „spinnerem”, a JBL ukradł pierwotny pas mistrzowski i nadal uważał się za mistrza. Rywalizacja Ceny z Layfieldem zakończyła się na Judgment Day, kiedy to Cena pokonał rywala w „I Quit” matchu i odebrał mu stary pas mistrzowski.
W czerwcu 2005 został przeniesiony do brandu Raw. Rozpoczął rywalizację z Erikiem Bischoffem po tym, jak odmówił udziału w walce przeciwko rosterowi Extreme Championship Wrestling (ECW) na gali One Night Stand. Bischoff nakazał Chrisowi Jericho odebrać mistrzostwo Cenie. Pomimo iż w trakcie trwania ich rywalizacji Jericho przedstawiany był jako heel (czarny charakter), a Cena jako face (pozytywna postać), fani zgromadzeni na widowni wspierali Jericho. 22 sierpnia Cena pokonał Jericho w „You’re Fired” matchu. Kolejnym rywalem Ceny stał się Kurt Angle. Cena obronił tytuł w walce z Angle’em na gali Unforgiven i przypiął go w rewanżowym starciu na Survivor Series.

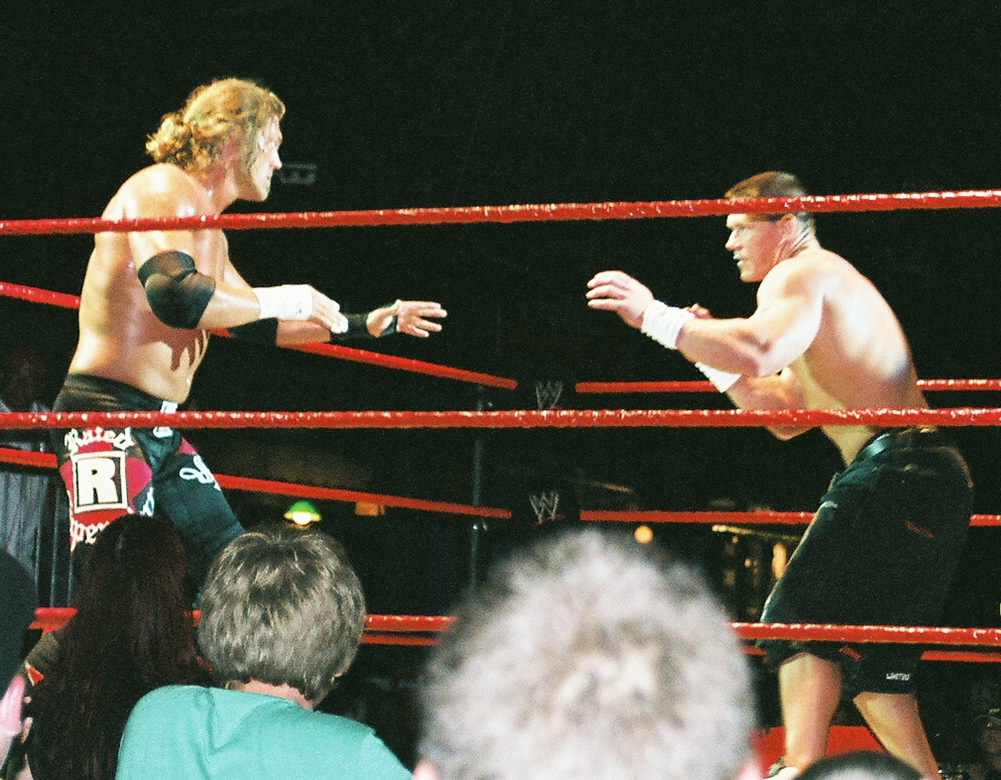
Cena walczący z Edge’em na evencie WWE

Na New Year’s Revolution w styczniu 2006 obronił WWE Championship w Elimination Chamber matchu. Tuż po zakończeniu walki Edge wykorzystał walizkę WWE Money in the Bank, dwukrotnie wykonał Spear na Cenie i przypiął mistrza, zdobywając WWE Championship. Cena odzyskał tytuł trzy tygodnie później na Royal Rumble. Po gali Cena rozpoczął rywalizację z Triple H, którego pokonał na WrestleManii 22. Negatywne reakcje publiczności na Cenę nasiliły się podczas jego feudu z Robem Van Damem; Cena zmierzył się z nim na One Night Stand. Publika zgromadzona na evencie nie szczędziła Cenie negatywnych okrzyków. Tej nocy Van Dam odebrał Cenie mistrzostwo dzięki interwencji Edge’a.

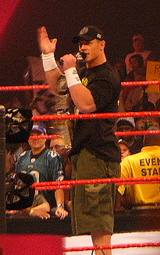
Cena na Raw w 2006

W lipcu Cena, Edge i Van Dam zmierzyli się w Triple Threat matchu o WWE Championship – starcie wygrał Edge. Cena wznowił swoją rywalizację z nowym mistrzem. Kulminacją feudu był wybrany przez Edge’a Tables, Ladders, and Chairs match na gali Unforgiven; na szali pojedynku stało nie tylko mistrzostwo, ale również praca Ceny w brandzie Raw. Na Unforgiven Cena pokonał Edge’a i odzyskał tytuł mistrzowski.
Cena wziął udział w międzybrandowej rywalizacji, mającej wyłonić „mistrza mistrzów”. Cena, posiadacz World Heavyweight Championship King Booker oraz ECW World Champion – Big Show zawalczyli ze sobą na Cyber Sunday. W międzyczasie Cena rozpoczął feud z Kevinem Federlinem. Federline zainterweniował w walkę na Cyber Sunday, pomagając Kingowi Bookerowi obronić mistrzostwo postawione przez niego na szali. W grudniu Cena zaczął rywalizować z Umagą. Na pierwszym Raw w 2007 roku, Cena został przypięty przez Federline’a dzięki pomocy Umagi.
Noc po Royal Rumble drużyna złożona z Ceny i jego rywala – Shawna Michaelsa – pokonała Rated-RKO (Edge’a i Randy’ego Ortona) w walce o World Tag Team Championship. Na WrestleManii 23 Cena pokonał Michaelsa. Następnej nocy na Raw Michaels wyeliminował Cenę z 10-Team Battle Royalu o mistrzostwa; zwycięzcami walki i nowymi posiadaczami tytułów stali się The Hardy Boyz (Jeff i Matt Hardy). Do końca kwietnia Cena rywalizował z Michaelsem, Ortonem i Edge’em. 30 kwietnia The Great Khali zaatakował wszystkich trzech głównych pretendentów do tytułu, a tydzień później samego Cenę, po czym ukradł mu pas mistrzowski. Cena pokonał Khaliego na Judgment Day oraz na One Night Stand, po czym rozpoczął rywalizację z Randym Ortonem. Na SummerSlam Orton wykonał trzy RKO na Cenie, jednak mistrz zdołał obronić tytuł. Cena został zdyskwalifikowany w walce rewanżowej na gali Unforgiven.
1 października 2007, podczas walki z Mr. Kennedym, Cena naderwał mięsień piersiowy większy; kontuzja wymagała operacji i kilku miesięcy przerwy, toteż następnej nocy Vince McMahon odebrał Cenie tytuł mistrzowski, kończąc trwające 381 dni panowanie. Pomimo kontuzji Cena pojawił się na dorocznym evencie Tribute to the Troops w Iraku w grudniu 2007.

#### Panowania jako mistrz świata (2008–2010)

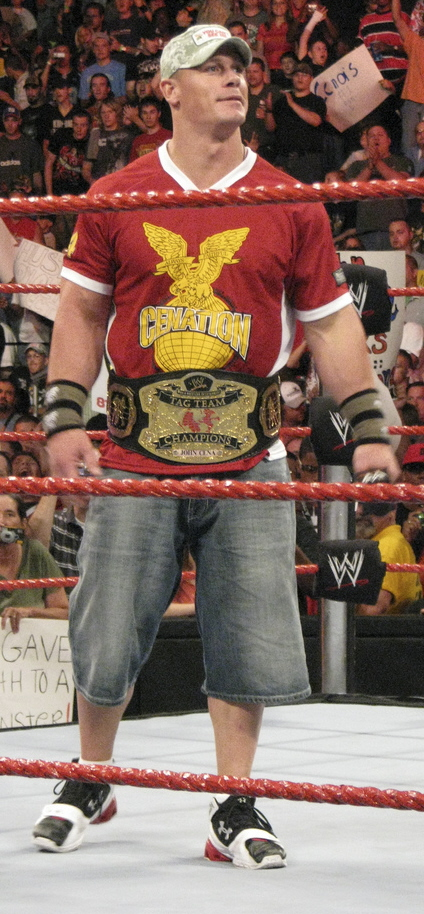
Cena jako World Tag Team Champion

Cena niezapowiedzianie powrócił jako trzydziesty uczestnik Royal Rumble matchu w styczniu 2008 roku; wygrał walkę i tradycyjny title shot na WrestleManii. Zamiast jednak czekać do WrestleManii, Cena postanowił wykorzystać swoją szansę na walkę z WWE Championem Randym Ortonem już na No Way Out w lutym. Cena wygrał walkę z mistrzem poprzez dyskwalifikację, przez co nie zdobył tytułu. Na WrestleManii XXIV, Cena zmierzył się z Ortonem i Triple H w Triple Threat matchu o mistrzostwo; walkę wygrał Randy Orton. Na Backlash Cena wziął udział w Fatal 4-Way Elimination matchu o WWE Championship; wyeliminował z niego JBL-a, sam jednak uległ Ortonowi. Cena pokonał JBL-a na Judgment Day oraz na One Night Stand w First Blood matchu. Został jednak pokonany przez rywala na The Great American Bash.
4 sierpnia Cena stał się dwukrotnym posiadaczem World Tag Team Championship, kiedy to wraz z Batistą pokonał Cody’ego Rhodesa i Teda DiBiasego. Panowanie Ceny i Batisty trwało tydzień; utracili tytuły w walce rewanżowej z byłymi mistrzami. Batista pokonał Cenę na SummerSlam. Cena miał zawalczyć w starciu o World Heavyweight Championship na Unforgiven, lecz przed galą doznał wymagającej operacji kontuzji szyi.
Cena powrócił do ringu na Survivor Series. Na tejże gali pokonał Chrisa Jericho w walce o World Heavyweight Championship, zdobywając mistrzostwo po raz pierwszy. Cena i Jericho kontynuowali rywalizację aż do gali Armageddon, na której Cena obronił swoje mistrzostwo. Cena utracił tytuł na rzecz Edge’a w Elimination Chamber matchu na gali No Way Out w lutym 2009. Odzyskał mistrzostwo w Triple Threat matchu na WrestleManii XXV, lecz stracił je w walce z Edge’em na Backlash po interwencji Big Showa. Zapoczątkowało to rywalizację Ceny z Big Showem; pokonał go na Judgment Day i Extreme Rules.
Na lipcowej gali Night Of Champions wziął udział w Triple Threat matchu o WWE Championship, jednak nie zdołał wygrać starcia. Dwa miesiące później na Breaking Point, Cena pokonał Randy’ego Ortona w „I Quit” matchu, zdobywając WWE Championship po raz czwarty. Tytuł utracił miesiąc później w walce z Ortonem na Hell In A Cell, lecz odzyskał go w Iron Man matchu na Bragging Rights, a następnie obronił go w Triple Threat matchu z Triple H oraz Shawnem Michaelsem na Survivor Series. Tytuł utracił na rzecz Sheamusa w Tables matchu na gali TLC: Tables, Ladders, and Chairs.

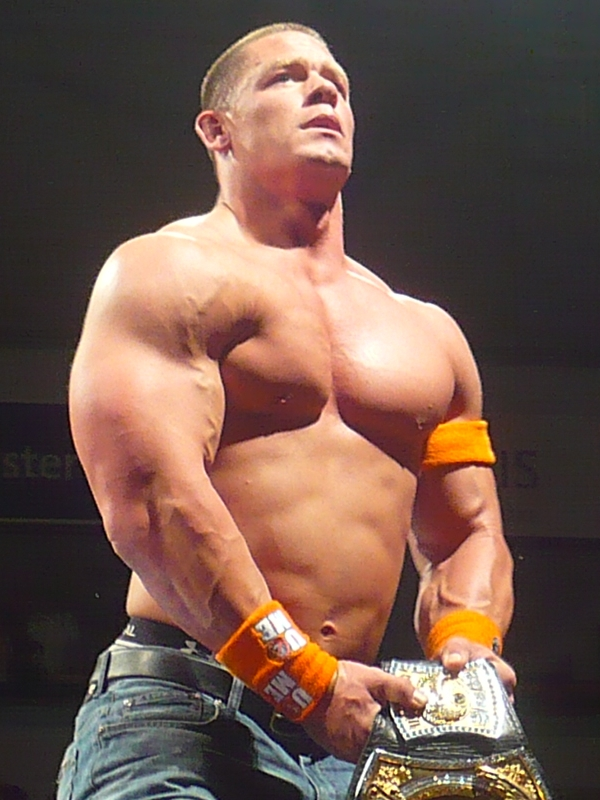
Cena jako WWE Champion w 2010

Cena odzyskał WWE Championship w Elimination Chamber matchu na Elimination Chamber w lutym 2010. Jego panowanie trwało kilka minut – Vince McMahon nakazał zmęczonemu Cenie bronić tytułu w walce przeciwko Batiście. Cena wygrał walkę o mistrzostwo na WrestleManii XXVI i obronił je w walkach z Batistą na Extreme Rules oraz Over The Limit.

#### Rywalizacja z The Nexus (2010–2011)

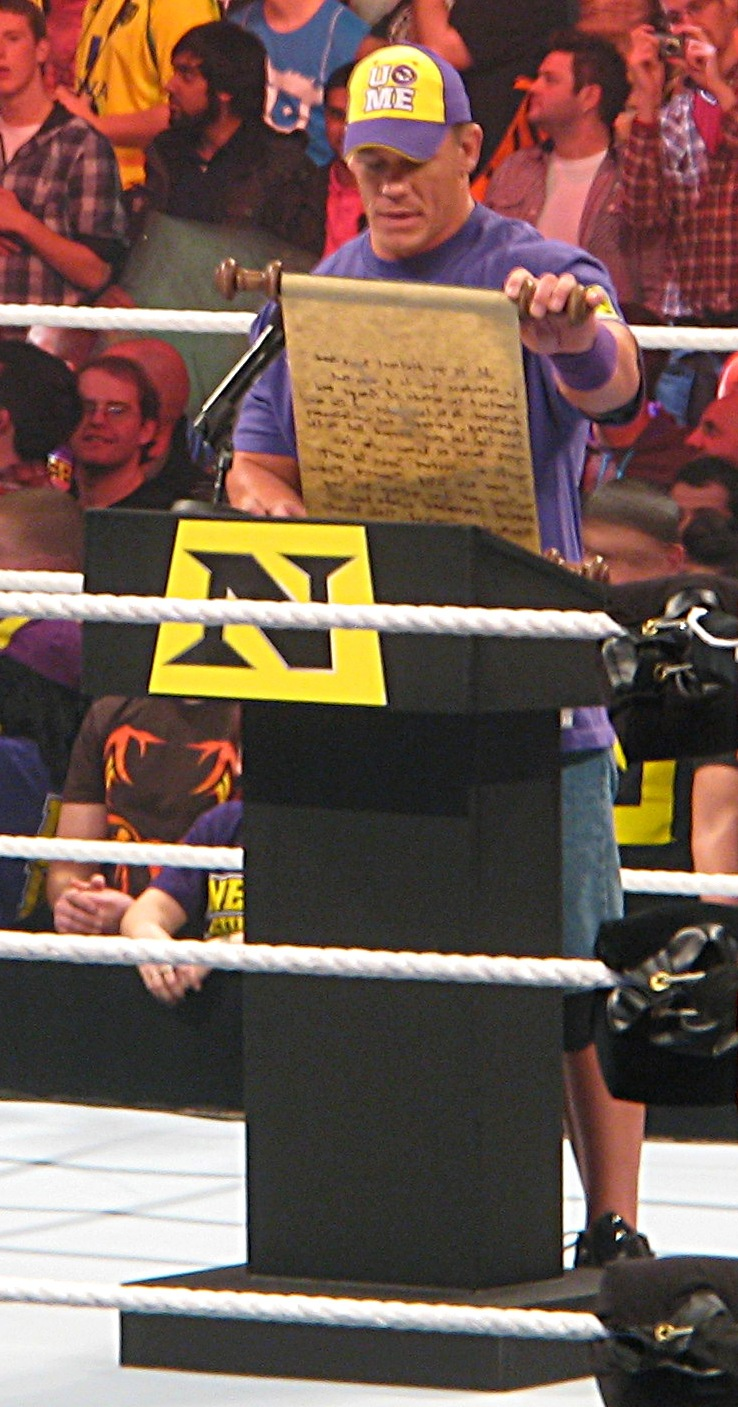
Cena zmuszony przez Wade’a Barretta do przeczytania jego orędzia jako członek The Nexus

7 czerwca 2010 Cena został zaatakowany przez grupę byłych uczestników pierwszego sezonu NXT, z Wade’em Barrettem na czele. Jego przeciwnik – CM Punk, a także Luke Gallows i personel obecny przy ringu również ucierpieli z rąk ugrupowania, lecz to Cena był głównym celem ataku. Na WWE Fatal 4-Way Cena utracił WWE Championship na rzecz Sheamusa po tym, jak to samo ugrupowanie – The Nexus – zainterweniowało w walkę. Cena przegrał rewanżowy Steel Cage match z Sheamusem na Money in the Bank po ponownej interwencji The Nexus. Aby pokonać ugrupowanie Cena połączył siły z Edge’em, Chrisem Jericho, Johnem Morrisonem, R-Truthem, The Great Khalim i Bretem Hartem. Dwie drużyny spotkały się na SummerSlam; starcie wygrała drużyna Ceny dzięki pomocy powracającego Daniela Bryana – byłego członka The Nexus.
Cena wyzwał Wade’a Barretta do walki na gali Hell in a Cell, przy czym, jeżeli by przegrał, musiałby dołączyć do The Nexus. Na gali przegrał walkę z Barrettem i został zmuszony do wypełniania wszystkich poleceń członków ugrupowania pod groźbą zwolnienia z WWE. Na Bragging Rights Cena i członek Nexus – David Otunga – pokonali Cody’ego Rhodesa i Drew McIntyre’a w walce o WWE Tag Team Championship. Jeszcze tej samej nocy miał pomóc Barrettowi wygrać walkę z Randym Ortonem o WWE Championship. Barrett nakazał mu nie dopuścić do tego, by Orton wygrał pojedynek; Cena doprowadził do wygranej Barretta poprzez dyskwalifikację, przez co lider The Nexus nie zdobył tytułu mistrzowskiego. Następnej nocy na Raw Cena i Otunga utracili tytuły na rzecz członków Nexus – Heatha Slatera i Justina Gabriela – po tym, jak Barrett nakazał Otundze „położyć się i przegrać tytuł”. Na Survivor Series Cena stał się sędzią specjalnym pojedynku o tytuł pomiędzy Barrettem a Ortonem, przy czym, jeżeli Orton obroniłby tytuł, Cena zostałby zwolniony z WWE. Orton pokonał Barretta, przez co Cena zmuszony był opuścić federację. Następnej nocy na Raw Cena wygłosił mowę pożegnalną, po czym zainterweniował w pojedynek rewanżowy między Ortonem a Barrettem, nie pozwalając Barrettowi wygrać. Tydzień później pojawił się na Raw jako widz, później jednak zaatakował członków The Nexus, twierdząc, że choć nie pracuje dla WWE, nadal może zniszczyć ugrupowanie. 13 grudnia Cena został ponownie zatrudniony przez Wade’a Barretta. Zmierzył się z liderem Nexus na TLC: Tables, Ladders & Chairs w Chairs matchu; zdołał wygrać pojedynek.

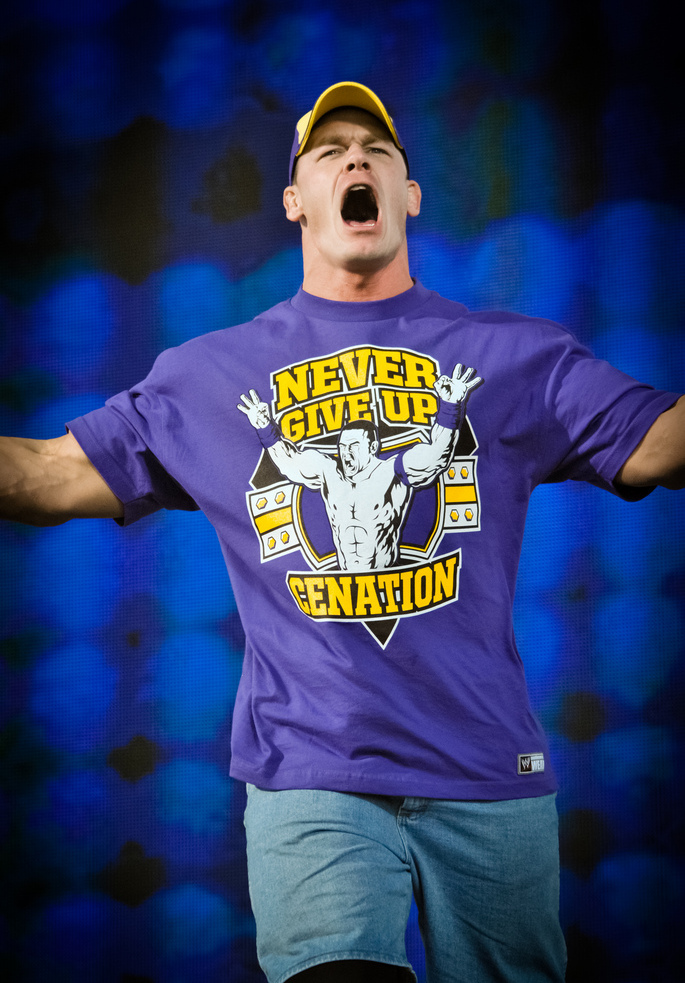
Cena na Tribute to the Troops w 2010

27 grudnia The Nexus, już bez Barretta, ogłosiło, że ma nowego lidera i zaoferowało Cenie rozejm. Ten jednak odmówił, na co w odpowiedzi Nexus zaatakowało go i zostawiło w ringu frotkę z ich logo. Wówczas do ringu wszedł CM Punk, lecz zamiast atakować Cenę, założył frotkę The Nexus, symbolicznie ogłaszając, iż jest nowym liderem ugrupowania. Cena zmierzył się z CM Punkiem 17 stycznia 2011, walka zakończyła się no contestem po tym, jak debiutujący przyszły członek Nexus – Mason Ryan – zaatakował Cenę. Rywalizacja Ceny z The Nexus zakończyła się na Royal Rumble, podczas którego Cena wyeliminował z Royal Rumble matchu większość członków ugrupowania.

#### Bicie rekordów jako WWE Champion (2011–2013)
Podczas tego samego Royal Rumble matchu Cena został wyeliminowany przez niebiorącego udziału w walce ówczesnego posiadacza WWE Championship – The Miza. Na gali Elimination Chamber Cena wygrał Elimination Chamber match i szansę walki z Mizem na WrestleManii XXVII.

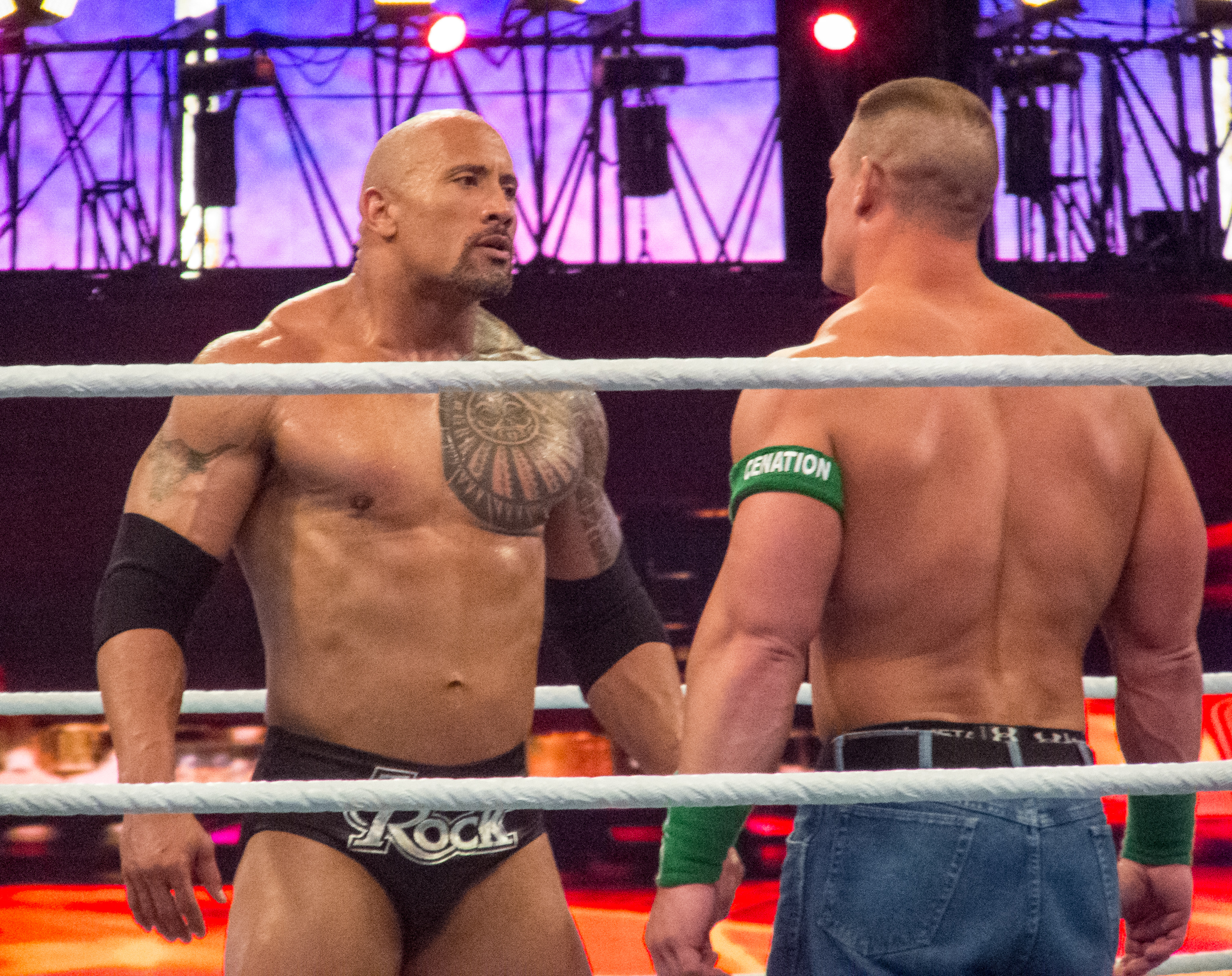
Cena i The Rock na WrestleManii XXVIII

21 lutego Cena skomentował ogłoszenie The Rocka jako gospodarza WrestleManii i jeszcze tej samej nocy, wraz z The Mizem, zdobył WWE Tag Team Championship, pokonując Heatha Slatera i Justina Gabriela. Ich panowanie trwało 5 minut; Slater i Gabriel odzyskali tytuły po tym, jak Miz zaatakował Cenę podczas natychmiastowo wykorzystanej walki rewanżowej. 28 marca, po kilku tygodniach wymiany obelg, Cena skonfrontował się z The Rockiem i wymierzył mu Attitude Adjustment po odparciu ataku ze strony The Miza i Alexa Rileya. Na WrestleManii starcie pomiędzy Ceną a Mizem zakończyło się podwójnym wyliczeniem pozaringowym. The Rock nakazał wznowić pojedynek i zaatakował Cenę Rock Bottom, dzięki czemu The Miz obronił mistrzostwo. Następnej nocy Cena przyjął wyzwanie Rocka na walkę na WrestleManii XXVIII.
Na Extreme Rules Cena pokonał The Miza i Johna Morrisona w Triple Threat Steel Cage matchu o WWE Championship. Obronił mistrzostwo w rewanżowym „I Quit” matchu z The Mizem na Over The Limit i w walce z R-Truthem na Capitol Punishment. Rozpoczął rywalizację z CM Punkiem. Na Money in the Bank Punk odebrał Cenie WWE Championship i odszedł z WWE z pasem mistrzowskim. Po tym, jak Rey Mysterio wygrał nowe WWE Championship w turnieju, Cena wyzwał go na pojedynek i jeszcze tej samej nocy stał się rekordowym dziewięciokrotnym zdobywcą WWE Championship. Świętowanie wygranej przerwał mu powracający ze swoim pasem CM Punk. Punk pokonał Cenę na SummerSlam, stając się niekwestionowanym mistrzem WWE. Po tym, jak Alberto Del Rio wykorzystał walizkę WWE Money in the Bank i zdobył WWE Championship, Cena stał się pretendentem do tytułu i pokonał Del Rio na Night Of Champions, stając się mistrzem po raz dziesiąty. Tytuł utracił w walce rewanżowej z Del Rio na Hell in a Cell. Przegrał też walkę rewanżową na Vengeance po tym, jak w walkę zainterweniowali The Miz i R-Truth. Cena otrzymał pozwolenie na wybranie sobie dowolnego partnera do walki z Mizem i R-Truthem na Survivor Series. Wybrał The Rocka i pomimo ostrej wymiany obelg w następnych tygodniach, Cena i Rock zdołali pokonać Miza i R-Trutha na gali. Survivor Series zakończyło się widokiem The Rocka wykonującego Rock Bottom na Cenie.

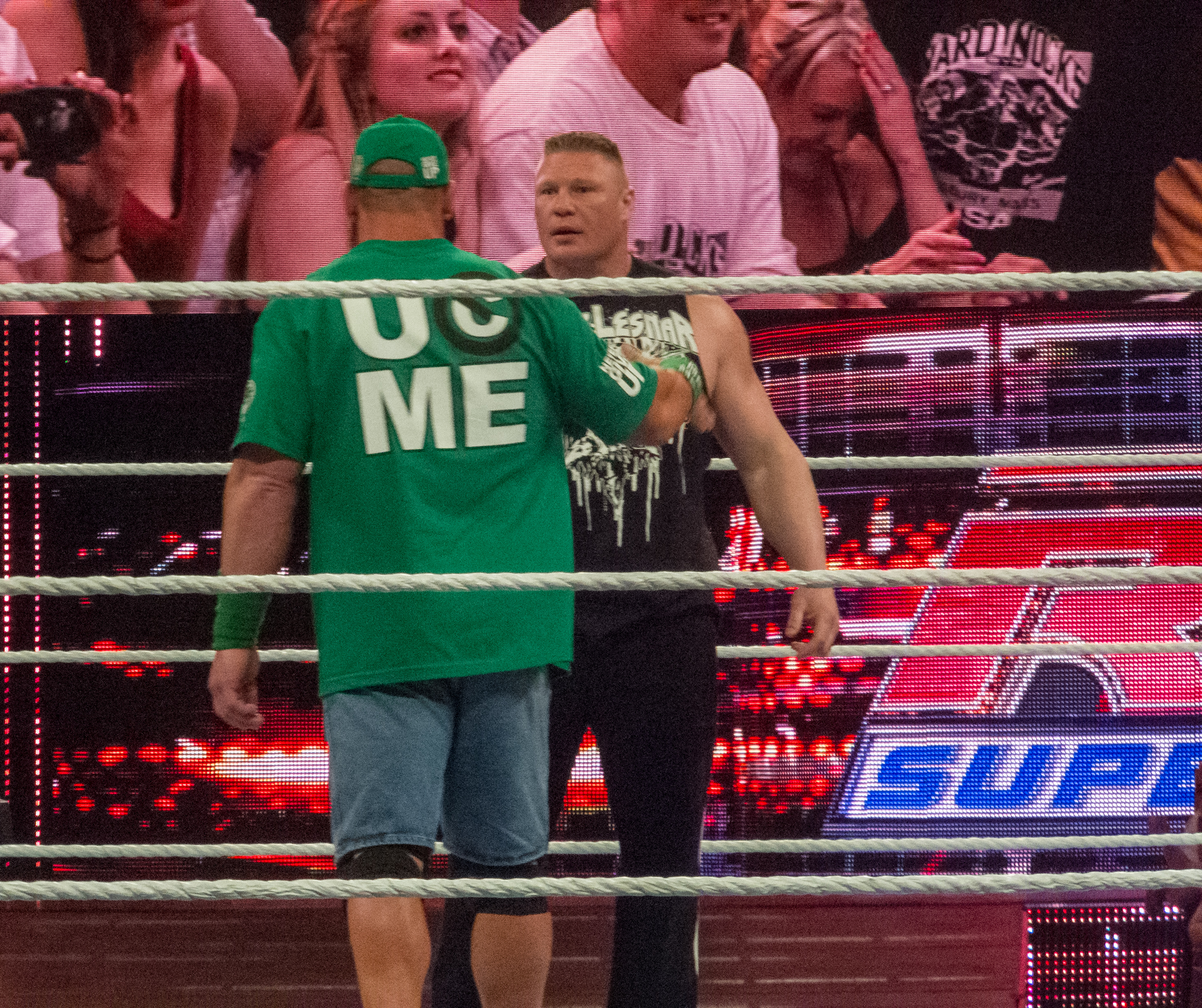
Brock Lesnar i Cena w kwietniu 2012

Następnie Cena rozpoczął rywalizację z Kane’em. Ich starcie na Royal Rumble w styczniu 2012 zakończyło się remisem, a Ambulance match na Elimination Chamber – zwycięstwem Ceny. Na WrestleManii XXVIII Cena przegrał starcie z The Rockiem.
Następnej nocy na Raw Cena został zaatakowany przez powracającego do WWE – Brocka Lesnara. Zaowocowało to rozpoczęciem rywalizacji z Generalnym Menedżerem Raw, Johnem Laurinaitisem, który wyznał, że podpisał kontrakt z Lesnarem, aby przywrócić nieco „realizmu” do WWE. Na Extreme Rules, Cena pokonał Lesnara w Extreme Rules matchu, lecz na Over The Limit przegrał walkę z Laurinaitisem po interwencji Big Showa. Na No Way Out Cena pokonał Big Showa w walce, której stawką była praca Laurinaitisa oraz jego samego w WWE.
Cena wygrał Money in the Bank ladder match na Money in the Bank i stał się posiadaczem walizki i kontraktu na walkę o tytuł mistrzowski. Na tysięcznym odcinku Raw Cena wykorzystał walizkę, by zawalczyć z CM Punkiem, lecz przegrał poprzez dyskwalifikację spowodowaną interwencją Big Showa w pojedynek. Tym samym Cena stał się pierwszą osobą, która po wykorzystaniu walizki Money in the Bank nie zdobyła mistrzostwa. Punk pokonał Cenę i Big Showa w Triple Threat matchu na SummerSlam, zaś starcie między Ceną a Punkiem na Night of Champions zakończyło się remisem. Cena doznał kontuzji ręki, która wykluczyła go z akcji w ringu aż do gali Survivor Series w listopadzie, na której zmierzył się z Rybackiem i CM Punkiem o WWE Championship; nie zdołał wygrać starcia. Następnie rozpoczął rywalizację z Dolphem Zigglerem i AJ Lee. Na TLC: Tables, Ladders & Chairs, interwencja AJ Lee spowodowała przegraną Ceny w walce z Zigglerem. Następnej nocy na Raw Cena połączył siły z Vickie Guerrero i stanął w szranki z Zigglerem i AJ Lee; walka zakończyła się dyskwalifikacją po tym, jak debiutujący w głównym rosterze – Big E Langston – zaatakował Cenę. Cena pokonał Zigglera 7 stycznia 2013 w walce singlowej, jak również tydzień później w Steel Cage matchu, pomimo interwencji ze strony Lee i Langstona w obydwu walkach.
27 stycznia 2013 Cena wygrał Royal Rumble match po raz drugi, a następnie ogłosił, że na WrestleManii 29 zmierzy się z posiadaczem WWE Championship. Cena, Ryback i Sheamus zaczęli rywalizować z The Shield; kulminacją feudu był Six-Man Tag Team match pomiędzy drużynami na Elimination Chamber, z którego zwycięsko wyszło The Shield. 25 lutego Cena pokonał CM Punka, aby utwierdzić swój status jako pretendenta do WWE Championship, będącego w posiadaniu The Rocka. Na WrestleManii 29 Cena pokonał The Rocka, stając się jedenastokrotnym mistrzem WWE. Po WrestleManii rozpoczął rywalizację z Rybackiem; zmierzył się z nim na Extreme Rules oraz na Payback. W obydwu przypadkach zdołał obronić WWE Championship. Na gali Money in the Bank wygrał starcie z Markiem Henrym, zaś na SummerSlam utracił pas mistrzowski na rzecz Daniela Bryana w starciu, którego sędzią specjalnym był Triple H. W następnym tygodniu przeszedł operację mięśnia trójgłowego ramienia, która miała wykluczyć go z akcji na co najmniej 4 miesiące.

#### Próby zdobycia i panowania jako mistrz świata (2013–2015)
Cena powrócił na gali Hell in a Cell w październiku 2013 i pokonał Alberta Del Rio w starciu o World Heavyweight Championship, zdobywając owo mistrzostwo po raz trzeci. Zdołał obronić tytuł w walce rewanżowej z Del Rio miesiąc później na Survivor Series. Cena wyzwał Randy’ego Ortona do walki unifikującej World Heavyweight Championship oraz WWE Championship. Na TLC: Tables, Ladders & Chairs Cena przegrał TLC match o tytuły. W walkę rewanżową na gali Royal Rumble zainterweniowało The Wyatt Family, powodując przegraną Ceny. Na Elimination Chamber zaś The Wyatt Family przeszkodziło Cenie w wygraniu Elimination Chamber matchu.
Lider Wyatt Family – Bray Wyatt – zgodził się na walkę z Ceną na WrestleManii XXX; chciał zmienić Cenę „z bohatera w potwora”. Na WrestleManii Cena pokonał Wyatta pomimo interwencji ze strony członków The Wyatt Family. Na Extreme Rules Cena ponownie okazał się lepszy od Wyatta, a ich rywalizacja zakończyła się na Payback, kiedy to Cena zwyciężył w Last Man Standing matchu.
16 czerwca, na epizodzie Raw, Cena pokonał Kane’a, stając się jednym z uczestników Ladder matchu o zawieszony tytuł WWE World Heavyweight Championship na Money in the Bank. Na gali, Cena wygrał starcie, stając się piętnastokrotnym mistrzem świata. Cena zdołał obronić mistrzostwo w Fatal 4-Way matchu na gali Battleground, lecz utracił je w walce z Brockiem Lesnarem na SummerSlam. W walkę rewanżową na Night Of Champions zainterweniował Seth Rollins, powodując dyskwalifikację Ceny. Rozpoczął rywalizować z Deanem Ambrosem o prawo do walki z Rollinsem na Hell in a Cell. Po przegranej z Ambrosem Cena wygrał z Randym Ortonem w Hell in a Cell matchu o miano pretendenckie do WWE World Heavyweight Championship.

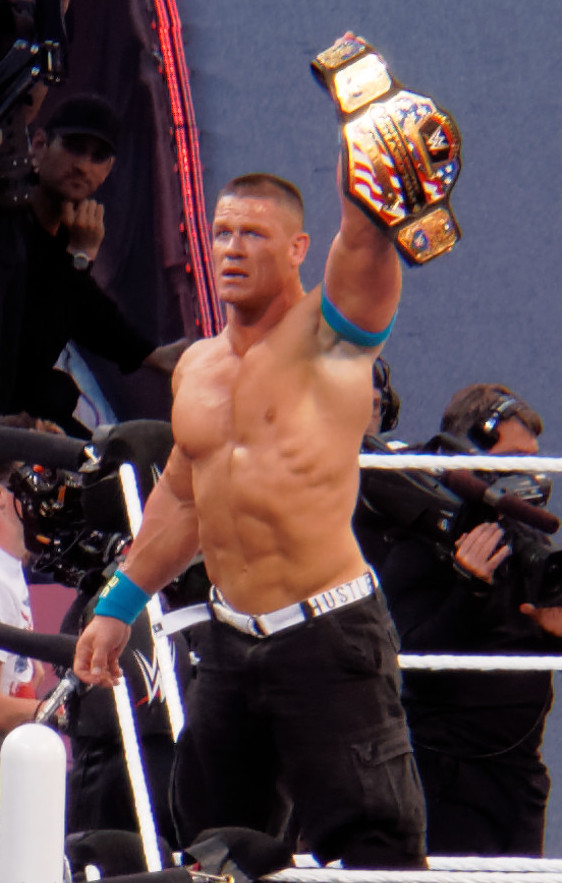
Cena tuż po pokonaniu Ruseva na WrestleManii 31

27 października na Raw Triple H zaoferował Cenie dołączenie do The Authority. Cena odmówił, a w odpowiedzi Triple H wyznaczył Traditional Survivor Series Tag Team Elimination match pomiędzy drużyną reprezentującą Authority a drużyną prowadzoną przez Cenę. W następnych tygodniach ogłoszono, że jeśli Team Authority przegra, to samo Authority zostanie rozwiązane, zaś jeżeli Team Cena przegra, to wszyscy członkowie tej drużyny, oprócz samego Ceny, zostaną zwolnieni. Na Survivor Series zadebiutował Sting; zaatakował on sędziego Scotta Armstronga i oraz Triple H. Pozwoliło to na przypięcie Rollinsa przez Dolpha Zigglera i wygranie walki przez drużynę Johna Ceny. Na TLC: Tables, Ladders & Chairs Cena pokonał Rollinsa w Tables matchu. 29 grudnia, na Raw, Rollins zmusił Cenę do przywrócenia The Authority; Rollins groził atakiem na gościu specjalnym Raw – Edge’u. 19 stycznia 2015 Cena pokonał Rollinsa, Kane’a i Big Showa w handicap matchu, ponownie dzięki pomocy Stinga. Na Royal Rumble Cena zmierzył się z Brockiem Lesnarem i Sethem Rollinsem; nie udało mu się zdobyć WWE World Heavyweight Championship.

#### United States Champion (2015–2016)
Po Royal Rumble Cena rozpoczął rywalizację z posiadaczem WWE United States Championship – Rusevem. Zmierzył się z nim na gali Fastlane; Rusev nieczysto wygrał starcie. Cena wyzwał Ruseva do walki o mistrzostwo na WrestleManii 31. Na WrestleManii Cena pokonał Ruseva, stając się posiadaczem United States Championship po raz czwarty. Przez następne tygodnie Cena bronił mistrzostwa na każdym Raw przeciwko różnym przeciwnikom, jak również na Extreme Rules oraz Payback przeciwko Rusevowi. Dzień po gali Payback Cena został zaatakowany przez ówczesnego mistrza NXT – Kevina Owensa. Owens pokonał Cenę na Elimination Chamber, lecz Cena zdołał wygrać walkę z Owensem na Battleground, tym samym kończąc ich rywalizację. Następnie wznowił feud z ówczesnym posiadaczem WWE World Heavyweight Championship – Sethem Rollinsem. Zdołał obronić United States Championship w walce z Rollinsem na Raw, lecz przegrał „Winner Takes All” match na SummerSlam, którego stawką były obydwa mistrzostwa.
Cena odzyskał United States Championship na Night of Champions, lecz utracił je miesiąc później na Hell in a Cell w starciu przeciwko powracającemu Alberto Del Rio. Nie zdołał pokonać go w starciu rewanżowym. W styczniu 2016 Cena przeszedł operację ramienia, która miała wykluczyć go z akcji na kilka miesięcy.

#### Rywalizacja z AJ Stylesem, szesnaste panowanie (2016–2017)

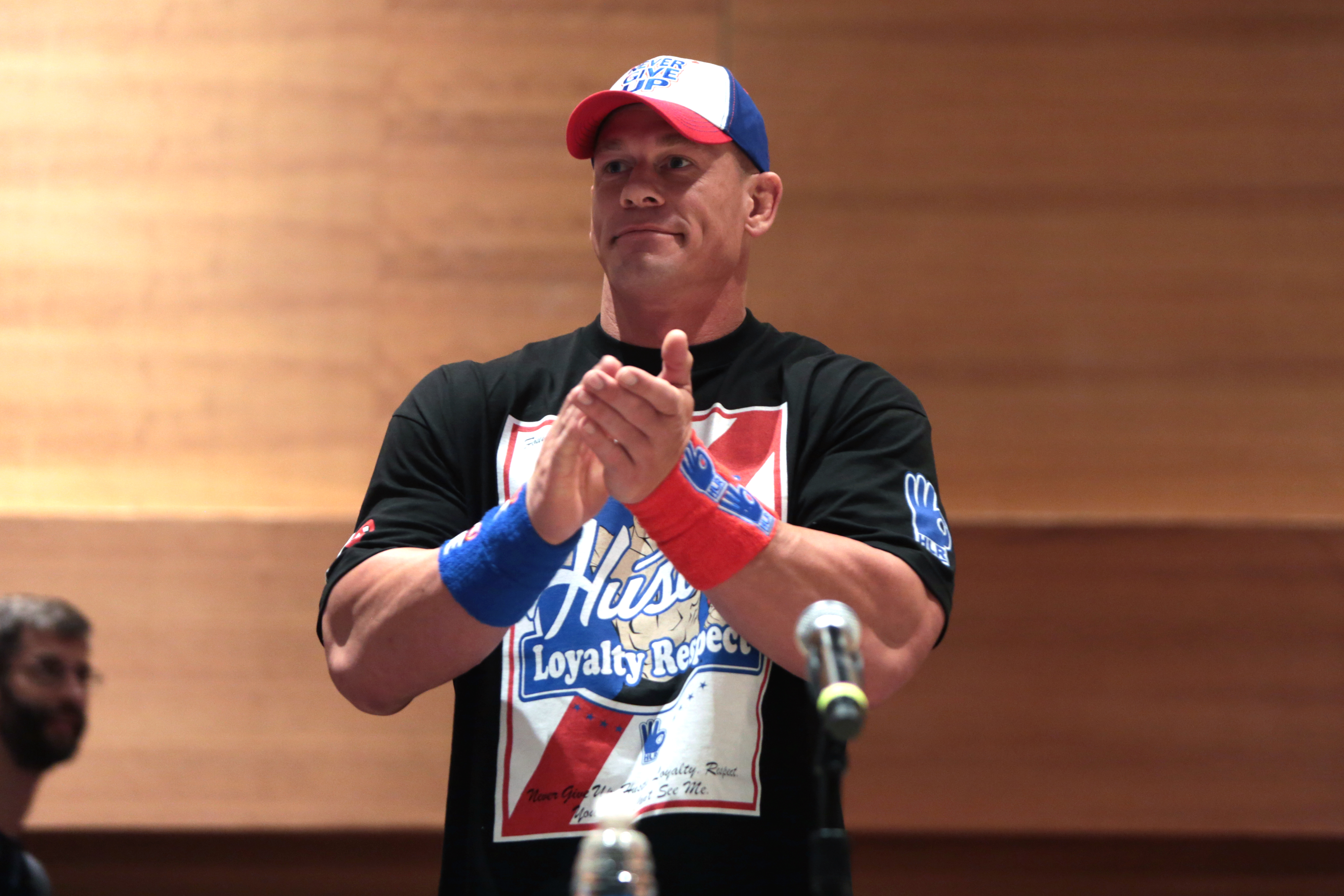
John Cena w 2016 roku

Cena powrócił na WrestleManii 32, aby pomóc byłemu rywalowi, The Rockowi wygonić z ringu The Wyatt Family. Następnie nie zjawił się aż do 30 maja, kiedy to rozpoczął rywalizację z AJ Stylesem i ugrupowaniem The Club. Na Money in the Bank AJ Styles pokonał Johna Cenę dzięki interwencji reszty członków The Club. Następnej nocy Styles i Luke Gallows zaatakowali Cenę podczas jego walki z Karlem Andersonem. 27 czerwca Cena oraz Styles przeszkodzili sobie nawzajem w walkach kwalifikacyjnych do starcia o WWE Championship na Battleground. Tydzień później The Club ponownie próbowało zaatakować Cenę, lecz tym razem w jego obronie stanęli Enzo Amore i Big Cass. W lipcu, w wyniku WWE Draftu, Cena stał się członkiem brandu SmackDown Live. Na gali Battleground wraz z Amore i Cassem pokonał członków The Club. Styles wyzwał Cenę na kolejną walkę, tym razem na SummerSlam. Cena przyjął wyzwanie, lecz ostatecznie przegrał pojedynek. Kiedy Styles zdobył WWE World Championship, Cena wyzwał go i byłego mistrza Deana Ambrose’a do walki o tytuł w formule Triple Threat na gali No Mercy. Po restarcie walki ze względu na poddanie się Stylesa w dźwigni założonej przez Cenę i Ambrose’a jednocześnie, Styles przypiął Cenę i obronił mistrzostwo.
Przez kolejne trzy miesiące Cena występował w reality show American Grit. 27 grudnia wystąpił w kolejnym odcinku SmackDown Live, podczas którego ogłosił się pretendentem do tytułu WWE Championship. Tej samej nocy Styles obronił mistrzostwo w walce z Dolphem Zigglerem i Baronem Corbinem. W kolejnej walce, podczas styczniowego Royal Rumble, Cena pokonał Stylesa i po raz trzynasty zdobył tytuł WWE Championship, tym samym wyrównując rekord Rika Flaira w ilości zdobytych mistrzostw świata – 16. Na gali Elimination Chamber wziął udział w tytułowej walce, gdzie stracił pas na rzecz Braya Wyatta. Dwie noce później na tygodniówce SmackDown Live przegrał w rewanżu z Wyattem i Stylesem. Cena rozpoczął rywalizację z The Mizem, który spowodował eliminację Ceny w Elimination Chamber matchu. Miz i jego żona Maryse naśmiewali się ze związku Ceny z Nikki Bellą, co doprowadziło do Mixed Tag Team matchu na WrestleManii 33, którą wygrali protagoniści. Po walce Cena oświadczył się Belli.

#### Wolny agent (od 2017)
20 czerwca ogłoszono, że Cena powróci na SmackDown Live z 4 lipca. W kolejnym tygodniu wyjawiono, że zawodnik stał się wolnym agentem, co oznaczało, że nie należał już do żadnego z brandów i mógł pojawiać się na obydwu tygodniówkach. W dniu powrotu na SmackDown Cena rozpoczął rywalizację z Rusevem. Wyzwał go na Flag match i ostatecznie pokonał Ruseva na gali Battleground. Zmierzył się z Shinsuke Nakamurą w pojedynku o prawo do walki z WWE Championem Jinderem Mahalem, lecz pojedynek przegrał. Jeszcze tego samego wieczoru uratował Nakamurę przed atakiem ze strony Barona Corbina. 15 sierpnia Corbin zaatakował Cenę podczas jego walki z Mahalem, po czym wykorzystał swój kontrakt Money in the Bank. Corbin skupił jednak swoją uwagę na interweniującym Cenie, co pozwoliło Mahalowi przypiąć Corbina i obronić mistrzostwo. Cena i Corbin zmierzyli się ze sobą na SummerSlam; z walki zwycięsko wyszedł Cena.
Podczas kolejnego Raw Cena rzucił wyzwanie Romanowi Reignsowi, w następnych tygodniach zawodnicy wymieniali się obraźliwymi promami. Na No Mercy Cena przegrał pojedynek z Reignsem. W listopadzie ogłoszono, że Cena weźmie udział w tradycyjnym dziesięcioosobowym Tag Team Elimination matchu na Survivor Series, dołączając do drużyny reprezentującej brand SmackDown; ostatecznie drużyna SmackDown przegrała walkę. Cena obecny był podczas Raw z 25 grudnia 2017; pokonał Eliasa w improwizowanej walce.
1 stycznia 2018 zawodnik ogłosił, że weźmie udział w Royal Rumble matchu. Federacja zapowiedziała też występ Ceny podczas specjalnego odcinka Raw celebrującego 25-lecie emisji tygodniówki. Cena brał udział w Royal Rumble matchu, jednak został wyeliminowany przez zwycięzcę Shinsuke Nakamurę. Był też uczestnikiem Elimination Chamber matchu o miano pretendenta do walki o pas Universal na WrestleManii 34, jednak odpadł, jako trzeci. Na kolejnej gali wziął udział w Six Pack Challenge’u o WWE Championship, jednak nie udało mu się wygrać. Ostatecznie na WrestleManii 34 zmierzył się z The Undertakerem, gdzie przegrał. Trzy tygodnie później na Greatest Royal Rumble pokonał on Triple H’a. Był nieobecny do października, gdzie zawalczył w tag team matchu na Super ShowDown w Australii i wspólnie z Bobbym Lashleyem pokonali Kevina Owensa i Eliasa. Cena pojawił się później już na nowy rok, gdzie brał udział na Raw w walce o miano pretendenta do pasa Universal na Royal Rumble, jednak zwycięsko z niej wyszedł Finn Balor. Pojawił się podczas WrestleManii 35 w swoim starym gimmicku rapera, przerywając koncert Eliasa. 22 lipca na specjalnym wydaniu Monday Night Raw pojawił się w „Rap battle” z braćmi Uso.
Cena nie pojawiał się aż do końca lutego 2020, gdzie na zakończenie show pojawił się „The Fiend” Bray Wyatt i wyzwał on Cenę do walki na WrestleManii 36. W związku z wybuchem pandemii koronawirusa ich walka odbyła się w surrealistycznym meczu w stylu filmowym, zwanym Firefly Fun House match, zabierając konkurentów w podróż przez historię, gdy rozgrywały się momenty z historii Ceny i Wyatta, w tym debiut przeciwko Kurtowi Angle’owi, w którym występuje jego postać Doctor of Thuganomics i ich walka na WrestleManii XXX. Wyatt ostatecznie pokonał Cenę na WrestleManii. Po zwycięstwie Wyatta nieruchome ciało Ceny zniknęło ze środka ringu.
Od tego czasu Cena był nieobecny w programach WWE aż do powrotu publiczności w lipcu 2021 r., gdzie Cena pojawił się po walce wieczoru na Money in the Bank o pas Universal i przerwał promo Romana Reignsa. Na następnym SmackDown Cena wyzwał mistrza do walki na SummerSlam, jednak Reigns odrzucił jego wyzwanie. Reigns miał zmierzyć się z Finnem Balorem, jednak ostatecznie wskutek ataku Barona Corbina, to Cena podpisał kontrakt. W walce wieczoru SummerSlam Cena uległ Reignsowi w walce o Universal Championship.

## Życie prywatne

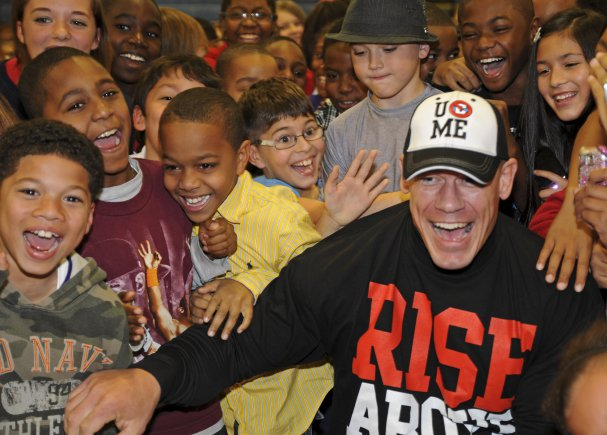
John Cena pozujący z dziećmi w grudniu 2011 r.

Przed premierą 12 rund Cena ogłosił swoje zaręczyny z Elizabeth Huberdeau. Para wzięła ślub 11 lipca 2009. 1 maja 2012 Cena wniósł pozew o rozwód, który został sfinalizowany 18 lipca. Rozwód Ceny został wykorzystany jako część scenariusza WWE. Od listopada 2012 spotyka się z wrestlerką Nikki Bellą. 2 kwietnia 2017 roku na WrestleManii 33 po wspólnej wygranej walce, Cena oświadczył się Nikki Belli, jednakże w kwietniu 2018 zerwali zaręczyny.
Cena jest leworęczny. Jest fanem japońskiego anime, serii gier Command & Conquer oraz należy do oficjalnego fandomu koreańskiego zespołu BTS. Ma kolekcję ponad dwudziestu samochodów typu muscle.

## Działalność społeczna
Cena współpracuje z organizacją non-profit Make-A-Wish Foundation. Przyczynił się do spełnienia blisko pięciuset życzeń ciężko chorych dzieci, zapisując się w kartach historii fundacji. W 2009 przyznano mu nagrodę imienia Chrisa Greiciusa. Promował kampanię Be a Star, walczącą z występkiem znęcania się. Popiera ideę corocznego Miesiąca Świadomości Raka Piersi (Breast Cancer Awareness Month). Wspiera prawa osób LGBT. W 2016 wystąpił w reklamie społecznej „We Are America”, sponsorowanej przez organizację Ad Council, będącej częścią kampanii Love Has No Labels. W reklamie zwrócił uwagę na sytuację socjalną mniejszości, między innymi seksualnych.

## Inne media

### Film

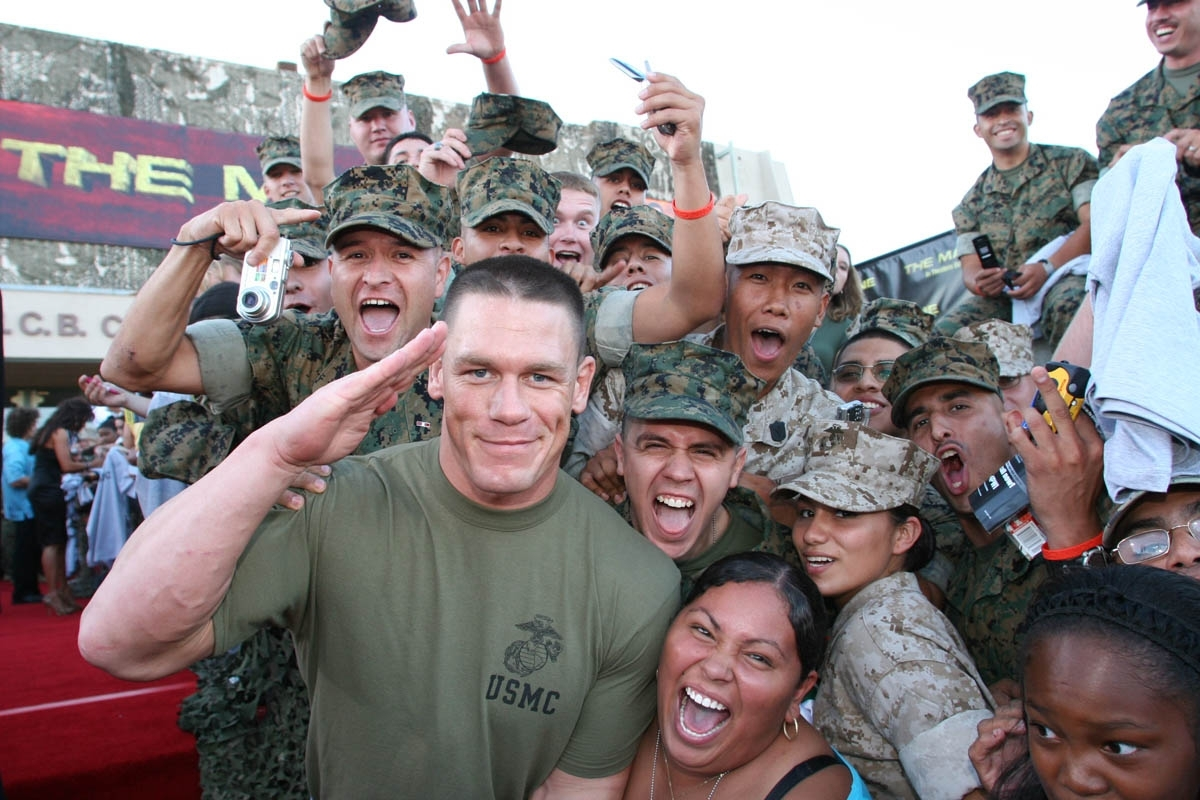
Cena z amerykańskimi żołnierzami piechoty morskiej na premierze W cywilu

W 2006 Cena wystąpił w wyprodukowanym przez WWE Studios i 20th Century Fox filmie W cywilu. Ogólnoświatowe zyski finansowe z dystrybucji filmu wyniosły ponad 18 milionów dolarów. Światowa premiera jego drugiego filmu, 12 rund, odbyła się w marcu 2009; podobnie jak W cywilu została wyprodukowana przez WWE Studios. W 2010 odbyła się premiera jego trzeciego filmu – Legendary. Cena zagrał ojca Freda we Fred: The Movie i jego sequelach: Noc żywego Freda i Fred: Obóz obciachu. W 2015 Cena wystąpił w filmach Wykolejona, Sisters oraz Daddy’s Home.

### Telewizja
W 2001 Cena wystąpił w reality show Manhunt. W 2007 wziął udział w Fast Cars and Superstars: The Gillette Young Guns Celebrity Race i zajął trzecie miejsce w rywalizacji. W tym samym roku, w dokumencie CNN – Death Grip: Inside Pro Wrestling, wypowiedział się na temat używania sterydów przez wrestlerów. W 2008 poprowadził australijską wersję Nickelodeon Kids’ Choice Awards. Gościnnie wystąpił w serialach Świry oraz Hannah Montana.
Cena jest prowadzącym reality show American Grit. Premiera pierwszego odcinka odbyła się 14 kwietnia 2016.

### Muzyka
Cena jest nie tylko wrestlerem, ale również raperem. Samodzielnie wykonał swój motyw muzyczny „Basic Thuganomics”, a utwór znalazł się na ścieżce dźwiękowej WWE WWE Originals. Pierwszy album Ceny, You Can’t See Me, ukazał się w 2005. Na płycie znalazł się między innymi motyw muzyczny Ceny „The Time Is Now”.
W 2014 Cena, wraz z Wizem Khalifą, nagrał dwa utwory, które później znalazły się na ścieżce dźwiękowej do gry WWE 2K15.

### Filmografia

#### Film
| Rok  | Tytuł                                      | Rola                           | Notka   | Źródło  |
| ---- | ------------------------------------------ | ------------------------------ | ------- | ------- |
| 2000 | Kibice do dzieła!                          | Trener                         |         | [ 246 ] |
| 2006 | W cywilu                                   | John Triton                    |         | [ 246 ] |
| 2009 | 12 rund                                    | Danny Fisher                   |         | [ 246 ] |
| 2010 | Legendary                                  | Mike Chetley                   |         | [ 246 ] |
| 2010 | Fred: The Movie                            | Tata Freda                     |         | [ 246 ] |
| 2011 | The Reunion                                | Sam Cleary                     |         | [ 246 ] |
| 2012 | Noc żywego Freda                           | Tata Freda                     |         | [ 246 ] |
| 2013 | Fred: Obóz obciachu                        | Tata Freda                     |         | [ 246 ] |
| 2014 | Scooby Doo: WrestleMania – Tajemnica ringu | On sam                         | (głos)  | [ 246 ] |
| 2015 | Flintstonowie: Wielkie Łubu-dubu           | John Cenastone                 | (głos)  | [ 246 ] |
| 2015 | Wykolejona                                 | Steven                         |         | [ 246 ] |
| 2015 | Siostry (film 2015)                        | Pazuzu                         |         | [ 246 ] |
| 2015 | Tata kontra tata                           | Roger                          |         | [ 246 ] |
| 2017 | Co wiecie o swoich dziadkach?              | Roger                          |         |         |
| 2017 | The Wall                                   | Matthews                       |         |         |
| 2017 | Fernando                                   | Fernando                       | (głos)  |         |
| 2018 | Strażnicy cnoty                            | Mitchell                       |         |         |
| 2018 | Bumblebee                                  | agent Burns                    |         |         |
| 2019 | Na ringu z rodziną                         | On sam                         |         |         |
| 2019 | Igrając z ogniem                           | Jake Carson                    |         |         |
| 2021 | Szybcy i wściekli 9                        | Jacob Toretto                  |         |         |
| 2021 | Legion samobójców: The Suicide Squad       | Christopher Smith / Peacemaker |         | [ 247 ] |
| 2023 | Barbie                                     | Ken (Merman)                   |         |         |
| 2023 | Szybcy i wściekli 10                       | Jacob Toretto                  |         |         |
| 2024 | Ricky Stanicky                             | Rod Rimestead                  |         | [ 248 ] |
| 2024 | Loteria!                                   | Noel                           |         |         |
| 2025 | Superman                                   | Christopher Smith / Peacemaker | (cameo) | [ 249 ] |

#### Telewizja
| Rok          | Tytuł                                                            | Rola                           | Notka                  | Źródło  |
| ------------ | ---------------------------------------------------------------- | ------------------------------ | ---------------------- | ------- |
| 2001         | Manhunt                                                          | On sam                         |                        | [ 246 ] |
| 2007         | Fast Cars and Superstars: The Gillette Young Guns Celebrity Race | On sam                         |                        | [ 246 ] |
| 2009         | Saturday Night Live                                              | On Sam                         | (sezon 34: odcinek 18) | [ 246 ] |
| 2010         | Świry                                                            | Ewan O’Hara                    | (sezon 4: odcinek 10)  | [ 246 ] |
| 2010         | True Jackson                                                     | On sam                         | (sezon 2: odcinek 12)  | [ 246 ] |
| 2010         | Hannah Montana                                                   | On sam                         | (sezon 4, odcinek 9)   | [ 246 ] |
| 2010         | Generator Rex                                                    | Hunter Cain                    | (sezon 1: odcinek 13)  | [ 246 ] |
| 2012         | Zdaniem Freda!                                                   | Tata Freda                     |                        | [ 246 ] |
| 2013–obecnie | Total Divas                                                      | On sam                         |                        | [ 246 ] |
| 2015         | Parks and Recreation                                             | On sam                         | (sezon 7: odcinek 10)  | [ 246 ] |
| 2016         | American Grit                                                    | On sam                         | Prowadzący             | [ 246 ] |
| 2016         | The Edge & Christian Show that totally reeks of Awesomeness      | On sam                         |                        | [ 246 ] |
| 2017         | Tour de Pharmacy                                                 | On sam                         |                        |         |
| 2017         | Psych: The Movie                                                 | Ewan O’Hara                    |                        |         |
| 2018         | Rise of the Teenage Mutant Ninja Turtles                         | Baron Draxum                   | Głos                   |         |
| 2018         | Dallas & Robo                                                    | Robo                           | Głos                   |         |
| 2019         | Are You Smarter than a 5th Grader?                               | On sam                         | Prowadzący             |         |
| 2019         | The Substitute                                                   | On sam                         | (sezon 1: odcinek 3)   |         |
| 2022–obecnie | Peacemaker                                                       | Christopher Smith / Peacemaker | główna rola            | [ 250 ] |

### Gry komputerowe
Cena jest grywalną postacią w wielu grach komputerowych o tematyce wrestlingu. Postać Ceny zadebiutowała w grze WWE Wrestlemania XIX, wydanej w 2003 roku.

## Kultura masowa
Unexpected John Cena (znany również jako Unexpected Cena, It’s John Cena lub And his name is John Cena) jest memem internetowym i formą trollingu. Pierwotnie była to forma dowcipu, zapoczątkowana przez żarty telefoniczne stacji radiowej Z Morning Zoo, polegające na tym, że dzwoniono do słuchaczy i rozmawiano z nimi tylko i wyłącznie o wrestlingu. Podczas jednej z takich rozmów prowadzący audycję znienacka wypowiedział słowa „...and his name is John Cena!”. Niedługo później w Internecie pojawiły się pierwsze memy i filmiki z Ceną. Przedstawiały urywki seriali telewizyjnych, popularnych filmów czy piosenek, nagle przerwanych przez głośno odtworzoną wejściówką Ceny i komentatora krzyczącego „and his name is John Cena!”. Mem został ciepło przyjęty zarówno przez dziennikarzy, jak i samego Cenę.

## Styl walki
- Finishery

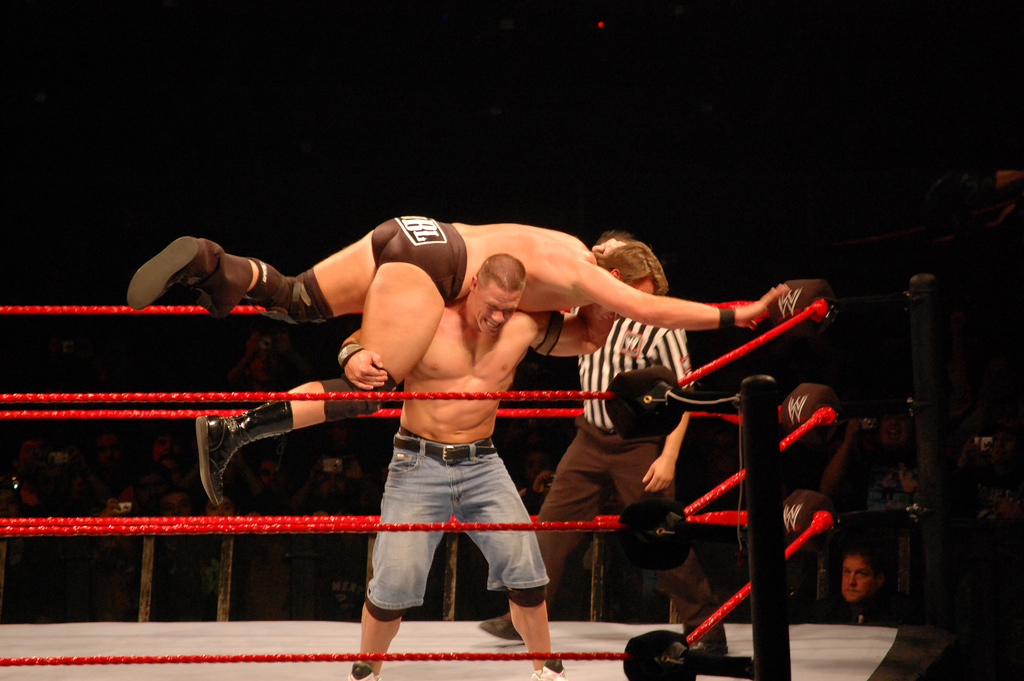
Cena próbujący wykonać swój finisher Attitude Adjustment na JBL’u

Cena wykonujący Attitude Adjustment

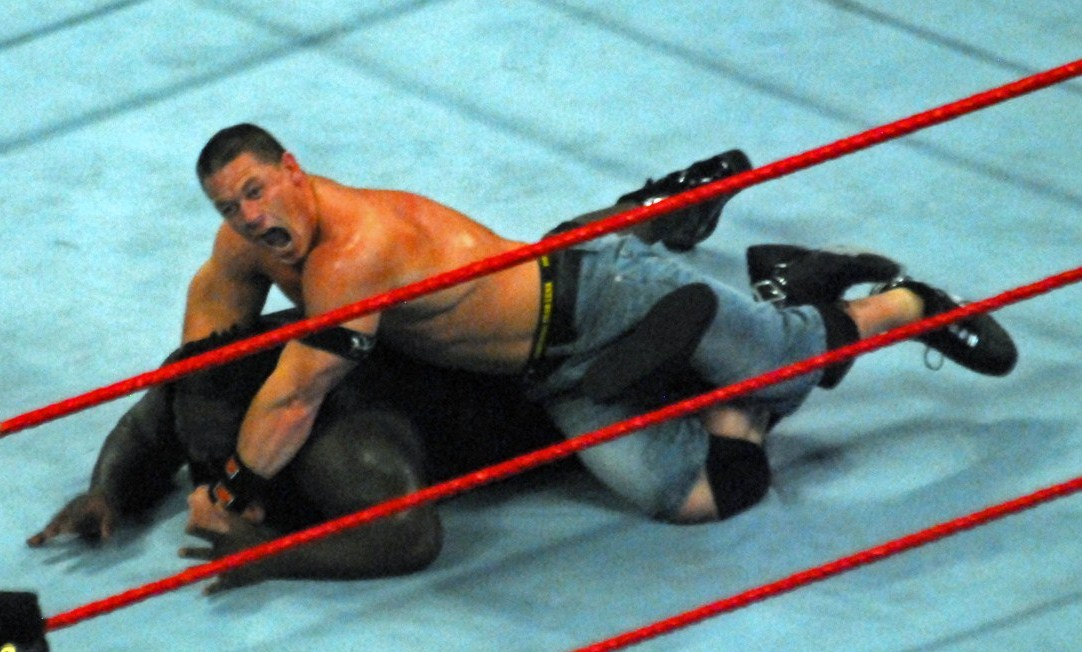
STF założone przez Cenę na Marku Henrym

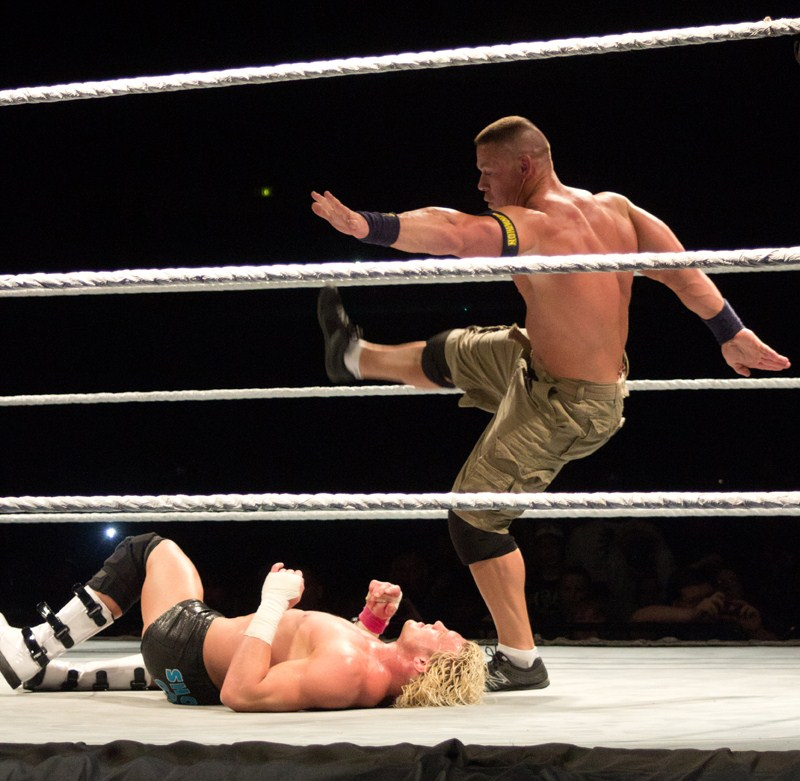
Cena wykonujący Five Knuckle Shuffle

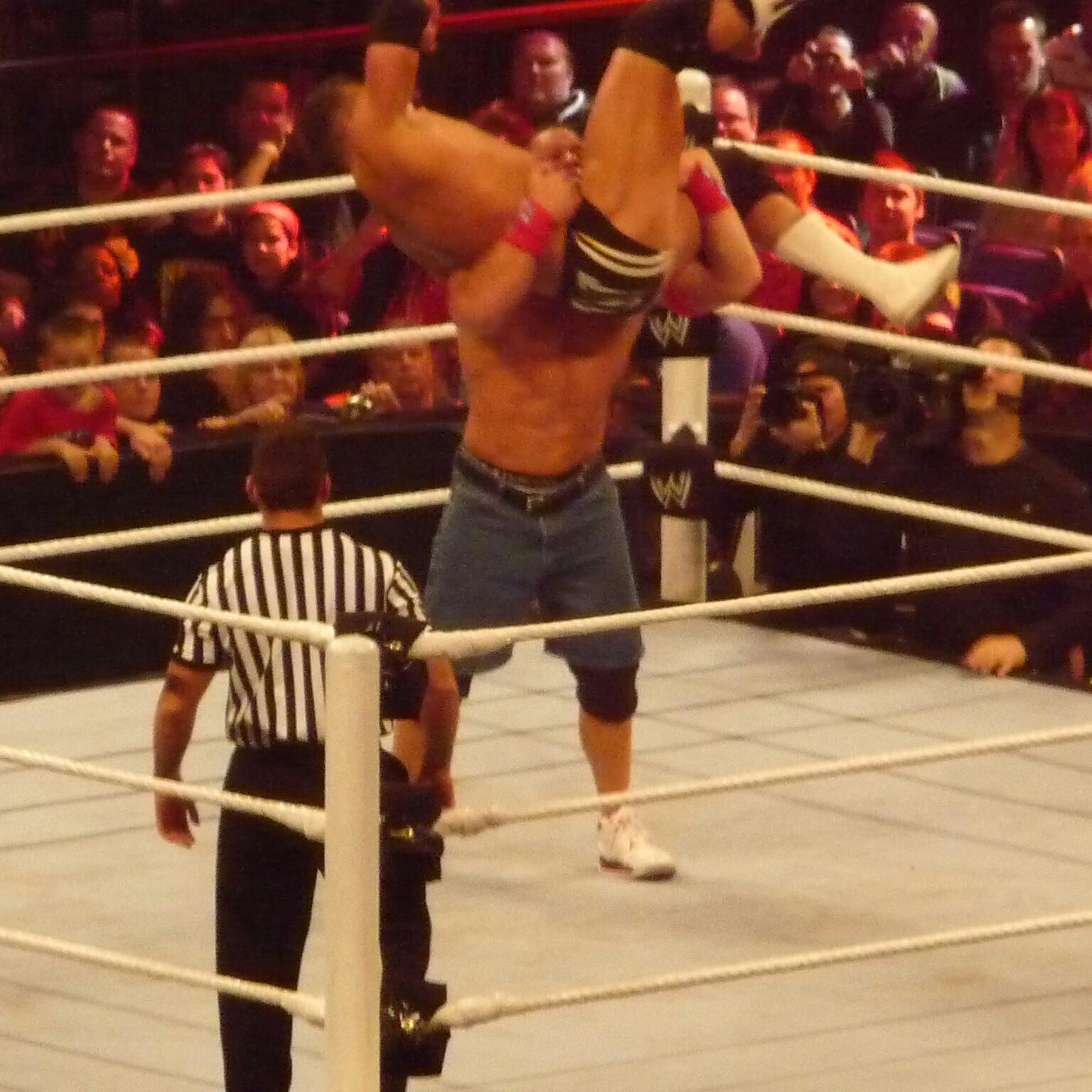
Cena wykonujący Spin-out powerbomb

  - AA – Attitude Adjustment (Standing fireman’s carry)[2] – od 2003
  - STFU/STF[2] – od 2005
- Inne ruchy
  - DDT[271]
  - One-handed bulldog[271]
  - Five Knuckle Shuffle[271]
  - Wariacje suplexu[271]
  - Running leaping shoulder block[271]
  - Sitout hip toss[271]
  - Springboard stunner[271]
  - Sunset flip powerbomb[271]
- Przydomki
  - „The Leader of the Cenation/The Cenation Leader”[272]
  - „The Champ”[273]
  - „The Doctor of Thuganomics”[274]
  - „Fruity Pebbles”[275]
  - „The Face Who Runs the Place”[276]
- Menedżerowie
  - Kenny Bolin[277]
- Motywy muzyczne
  - „Insert Bass Here” od DJ Case (2002 – luty 2003)[278]
  - „Basic Thuganomics” od Johna Ceny (marzec 2003 – marzec 2005)[278]
  - „The Time Is Now” od Johna Ceny i Tha Trademarca (od 2005)[278]

## Mistrzostwa i osiągnięcia

### Wrestling
- Ohio Valley Wrestling

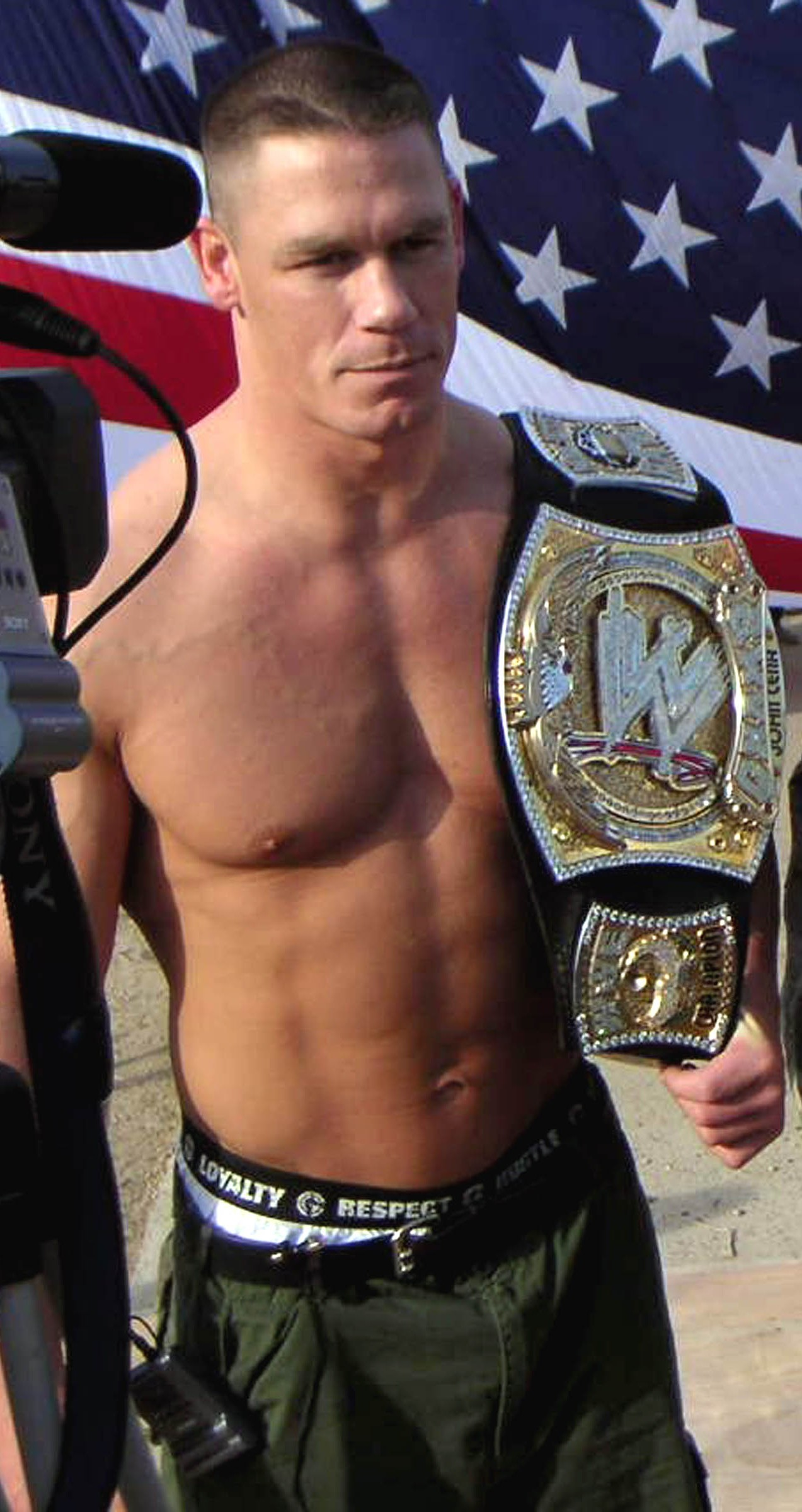
Cena – rekordzista pod względem liczby posiadań WWE Championship (16)

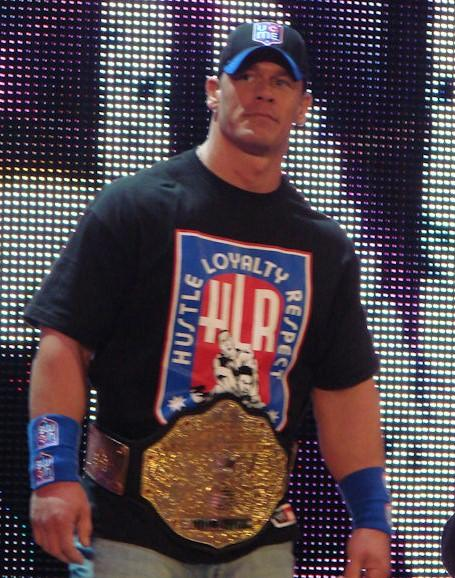
Cena jako World Heavyweight Champion.

  - OVW Heavyweight Championship (1 raz)[3]
  - OVW Southern Tag Team Championship (1 raz) – z Rikiem Constantinem[3]
- Pro Wrestling Illustrated
  - Feud roku (2006) vs. Edge[279]
  - Feud roku (2011) vs. CM Punk[279]
  - Walka roku (2007) vs. Shawn Michaels; Raw, 23 kwietnia[279]
  - Walka roku (2011) vs. CM Punk; Money in the Bank (2011)[279]
  - Walka roku (2013) vs. Daniel Bryan; SummerSlam (2013)[279]
  - Walka roku (2014) vs. Bray Wyatt; Payback (2014)[279]
  - Największy progres roku (2003)[279]
  - Najpopularniejszy wrestler dekady (2000–2009)[279]
  - Najpopularniejszy zawodnik roku (2004,2005,2007,2012)[279]
  - Zawodnik roku (2006,2007)[279]
  - PWI umieściło go na 1. miejscu PWI 500 (2006, 2007, 2013)[280][281][282]
- Rolling Stone
  - Best Storyline (2015) vs. Kevin Owens[283]
  - Title Feud of the Year, WWE (2015) vs. każdy w US Open Challenge[283]
  - WWE Match of the Year (2015) vs. Kevin Owens na Money in the Bank (2015)[283]
- Ultimate Pro Wrestling
  - UPW Heavyweight Championship (1 raz)[3]
- World Wrestling Entertainment/WWE
  - World Heavyweight Championship (3 razy)[3]
  - World Tag Team Championship (2 razy) – z Batistą (1) i Shawnem Michaelsem (1)[3]
  - WWE Championship (13 razy)[3]
  - WWE United States Championship (5 razy)[3]
  - WWE Tag Team Championship (2 razy) – z The Mizem (1) i Davidem Otungą (1)[3]
  - WWE Money in the Bank (2012)[4]
  - WWE Royal Rumble (2008 i 2013)[5][6]
  - Slammy Awards (10 razy)
    - Game Changer of the Year (2011) – z The Rockiem[284]
    - Hero in All of Us (2015)[285]
    - Holy $#!+ Move of the Year (2010) – Attitude Adjustment z rampy na Batiście[286]
    - Insult of the Year (2012) – za obrazę Dolpha Zigglera i Vickie Guerrero[287]
    - Kiss of the Year (2012) – z AJ Lee[287]
    - Match of the Year (2013, 2014) – vs. The Rock (WrestleMania 29), Team Cena vs. Team Authority (Survivor Series)[288][289]
    - Superstar of the Year (2009, 2010, 2012)[286][287][290]
- Wrestling Observer Newsletter
  - 5 Star Match (2011) vs. CM Punk (Money in the Bank)[291]
  - Największy draw (2007)[292]
  - Najlepszy gimmick (2003)[292]
  - Najlepszy podczas wywiadów (2007)[292]
  - Najlepszy feud (2011) vs. CM Punk[292]
  - Najlepsza walka (2011) vs. CM Punk (Money in the Bank)[292]
  - Najbardziej charyzmatyczny (2006–2010)[292]
  - Najbardziej charyzmatyczny dekady (2000–2009)
  - Najgorszy feud (2012) vs. Kane[292]
  - Najgorsza walka (2012) vs. John Laurinaitis (Over The Limit (2012))[292]
  - Najgorsza walka (2014) vs. Bray Wyatt (Extreme Rules (2014))[292]
  - Wrestling Observer Newsletter Hall of Fame (2012)[293]

### Inne
- Springfield College Athletic Hall of Fame (2015)[294]
- Make-A-Wish Foundation Special Recognition Award (za spełnienie 300 życzeń)[295]
- 2014 Sports Social TV Entertainer of the Year[296]
- 2016 USO Legacy of Achievement Award[297]

### Bilans Luchas de Apuestas
| Zwycięzca            | Przegrany                              | Miejsce                     | Wydarzenia | Data            | Notka |
| -------------------- | -------------------------------------- | --------------------------- | ---------- | --------------- | ----- |
| John Cena (kontrakt) | Big Show (kontrakt Johna Laurinaitisa) | East Rutherford, New Jersey | No Way Out | 17 czerwca 2012 |       |